# Marius-Ary Leblond
Marius-Ary Leblond (n.  ?) este pseudonimul a doi scriitori, jurnaliști, critici de artă și istorici din Réunion, care erau veri: Marius Leblond, pseudonimul lui George Athénas și Ary Leblond, pseudonomul lui Alexandre Merslo, zis și Aimé Merlo.
Munca lor a fost recompensată cu Premiul Goncourt în 1909 pentru romanul En France, care povestește călătoria a doi tineri creoli, care au venit să studieze la Sorbona.
Au ocupat funcții publice (George) ca secretar al lui Joseph Gallieni din 1914 până în 1916 și (Aimé) drept conservator al muzeelor franceze de peste mări. Au ajutat la crearea Muzeului Léon Dierx, în Saint-Denis de La Reunion.

## Lucrări
- En France, novel, 1909.
- La France devant l'Europe, essay, 1913, Eugène Fasquelle Éditeur.
- Le Zézère, novel Fasquelle, 1903.
- Le Secret des Robes, novel in Algéria, Fasquelle.
- La Sarabande, novel, Fasquelle, 1904 ; rééditéd La Kermesse noire, novel, 1934.
- Les Sortilèges, novel Indian Océan, Fasquelle, 1905.
- L'Oued, novel, Fasquelle.
- Anicette et Pierre Desrades, novel, Fasquelle.
- Le Miracle de la Race, novel, Albin Michel; édition aux « Maîtres du Livre », chez Crès.
- L'Ophélia, novel, Crès.
- La Grande Île de Madagascar, à « La Vie ».
- Fétiches, contes de l'Océan Indien, Éditions du Monde Moderne.
- Ulysse, Cafre, novel, à « La Vie », 1924.
- Le Noël du Roi Mandjar, édition à « La Vie ».
- Étoiles, Océan Indien, Ferenczi.
- Les Martyrs de la République Ferenczi et Fils:
  - I. La Guerre des Âmes,
  - II. L'Écartèlement,
  - III. La Damnation,
  - IV. La Grâce.
- Les Vies parallèles, roman, Fasquelle.
- La Métropole :
  - I. En France, roman, premiul Goncourt.
  - II. Les Jardins de Paris, roman, Fasquelle.
- L'Amour sur la Montagne, roman, à « La Vie ».
- Nature, proses, dessins de George Bouche, Delpeuch.
- La Pologne Vivante, Perrin.
- La Société Française sous la Troisième République, Alcan.
- L'Idéal du XIXe Siècle.
- Galliéni parle..., 2 volume, Albin Michel.
- Peintres de Races, studii despre arta europeană, van Oest.
- Anthologie coloniale, morceaux choisis d'Écrivains français, J. Peyronnet et Cie, 1929.